# 1792 en Bretagne
 Chronologie de la Bretagne
- 1788
- 1789
- 1790
- 1791
- 1792
- 1793
- 1794
- 1795
- 1796

Cette page recense des événements qui se sont produits durant l'année 1792 en Bretagne.

## Société

### Naissance
- 15 août à Brest : Joseph Bernard (décédé à Paris, le 10 août 1864)[1], avocat et homme politique français.